# Sully Sáenz
Sully Mercedes Sáenz Ayllón (Magdalena del Mar, 24 de septiembre de 1987) es una expresentadora de televisión, exmodelo peruana y arquitecta peruana radicada en Estados Unidos. 
Fue la primera finalista del certamen de belleza Miss Perú Mundo en el año 2006, en representación de la capital Lima.
En el ámbito televisivo, se ha destacado por sus participaciones en la conducción de magacines nacionales y el reality show peruano Esto es guerra.

## Primeros años
Sully Mercedes Sáenz Ayllón nace el 24 de septiembre de 1987 en el distrito de Magdalena del Mar de la capital Lima

## Trayectoria
Comenzó su vida pública y televisiva desde los 17 años de edad como modelo.[cita requerida]
Más tarde, Sáenz participa en el certamen de belleza local Miss Lima en el 2006, convirtiéndose en la ganadora de la edición. Gracias a ello, obtuvo la oportunidad de concursar en el Miss Perú Mundo, representando a la capital peruana quedando finalmente como primera finalista de dicha competencia, por debajo de la otra candidata Silvia Cornejo.[cita requerida] Además, fue vocera del concurso Miss Expoworld Peru en 2010 y tuvo participaciones esporádicas en las series de televisión Asi es la vida en el año 2008[cita requerida] y Al fondo hay sitio en 2011, siendo en esta última donde interpreta a Lorena, quien sería una de las secretarias de la Constructora de Las Casas.
En el año 2011, fue la conductora del programa televisivo Lidera tu empresa con Delly Madrid.
Sáenz se incorpora al elenco del reality show Esto es guerra en 2012 en el rol de competidora. Tras su retiro del dicho espacio en el año 2014, al año siguiente retoma su faceta como presentadora de televisión, participando en el noticiero América noticias como conductora del segmento América espectáculos Edición Mediodía. Además tuvo participación como presentadora en el reality show juvenil Esto es guerra Teens interinamente.
En 2013, viajó a Argentina para luego, ser invitada especial del programa Sábado show de la televisora El Trece.
Sáenz se sumó a la adaptación local del programa concurso Escape perfecto, compartiendo la conducción del programa junto al actor Marco Zunino en 2015. También formó su propia productora de eventos infantiles Gatimania y fue la presentadora del programa de espectáculos Estás en todas con Jaime «Choca» Mandros durante el año 2015.
Sáenz regresa a la conducción con el programa de televisión Emprendedor pónte las pilas en el año 2020 y fue la presentadora del programa semanal La Tinka durante el año 2020 hasta 2022, siendo reemplazada por Valeria Piazza en la conducción.
Tras alejarse de la televisión peruana, Sáenz radica en Palm Beach, estado de Florida, Estados Unidos desde 2023. Se desempeña en la actualidad como agente inmobiliaria en el dicho país.

## Vida personal
En el año 2007, inicia su relación con el empresario Renzo Costa, cofundador de la marca de marroquinería y chocolatería que lleva su nombre, hasta 2010.
Entre los años 2012 y 2013, fue pareja del actor y presentador de televisión Yaco Eskenazi.
En el año 2017, contrajo matrimonio con el canadiense Evan Piccolotto, con quién engendraría a su hijo Marchello Piccolotto, nacido en 2014. Tras dos años de matrimonio, Sáenz anunció su divorcio en agosto de 2019.

## Créditos

### Televisión
| Año       | Título                                | Papel                                        | Emisión             | Ref.             |
| --------- | ------------------------------------- | -------------------------------------------- | ------------------- | ---------------- |
| 2008      | Así es la vida                        | Natalia                                      | América Televisión  | [cita requerida] |
| 2011      | Lidera tu empresa                     | Invitada especial                            | RBC Televisión      | [ 5 ]            |
| 2011      | Al fondo hay sitio                    | Lorena                                       | América Televisión  | [ 4 ]            |
| 2011      | La Tayson, corazón rebelde            | Modelo                                       | Frecuencia Latina   | [cita requerida] |
| 2012-2014 | Esto es guerra                        | Competidora                                  | América Televisión  | [ 2 ]            |
| 2013      | Josematch                             | Invitada especial                            | Canal 13 (El Trece) | [ 11 ]           |
| 2014      | Gisela, el gran show                  | Participante de la secuencia Mi hombre puede | América Televisión  | [cita requerida] |
| 2015      | América espectáculos Edición Mediodía | Presentadora                                 | América Televisión  | [ 8 ]            |
| 2015      | Esto es guerra Teens                  | Presentadora interina                        | América Televisión  | [ 9 ]            |
| 2015      | Escape perfecto                       | Presentadora                                 | América Televisión  | [ 12 ]           |
| 2015      | Estás en todas                        | Presentadora                                 | América Televisión  | [ 14 ]           |
| 2018      | Trapitos al aire                      | Presentadora                                 | Willax Televisión   | [ 23 ]           |
| 2018      | De vuelta al barrio                   | Mirella                                      | América Televisión  | [cita requerida] |
| 2020-2022 | La Tinka                              | Presentadora                                 | América Televisión  | [ 16 ]           |
| 2020-2022 | Emprendedor pónte las pilas           | Copresentadora                               | América Televisión  | [cita requerida] |
| 2022      | Pónte las pilas                       | Copresentadora                               | América Televisión  | [cita requerida] |
| 2022      | Esto es guerra                        | Presentadora invitada                        | América Televisión  | [ 6 ]            |

### Cine
| Año  | Título             | Papel   | Ref.          |
| ---- | ------------------ | ------- | ------------- |
| 2014 | Novia por alquiler | Vanessa | [ 24 ] [ 25 ] |